# Želeč (district de Prostějov)
Pour les articles homonymes, voir Želeč.
Želeč (en allemand : Zeltsch) est une commune du district de Prostějov, dans la région d'Olomouc, en République tchèque. Sa population s'élevait à 568 habitants en 2023.

## Géographie
Želeč se trouve à 8 km à l'ouest de Němčice nad Hanou, à 14 km au sud de Prostějov, à 30 km au sud-sud-ouest d'Olomouc et à 209 km à l'est-sud-est de Prague.
La commune est limitée par Ondratice, Brodek u Prostějova, Hradčany-Kobeřice et Dobromilice au nord, par Doloplazy à l'est, par Dřevnovice et Ivanovice na Hané au sud, et par Drysice au sud-ouest et à l'ouest.

## Histoire
La première mention écrite de la localité date de 1141.

## Transports
Par la route, Želeč se trouve à 8,5 km à l'ouest de Němčice nad Hanou, à 16,5 km de Prostějov, à 34 km d'Olomouc et à 250 km de Prague.